# 朝霧大橋
朝霧大橋（あさぎりおおはし）とは、石川県金沢市にある浅野川に架かる橋である。

## 概要
金沢都市計画道路「田上舘町線」(全長1.4km)の一部として、平成16年9月17日に着工、平成18年8月31日に竣工し、平成18年10月21日に開通した。北陸初、さらに全国的で38番目の2径間連続エクストラドーズド橋である。橋長は166.0m（支間長：81.0m＋85.0m）、また全体的に傾いた橋になっており、橋台、橋脚の斜度は40度-60度になっている。名称の由来は付近にある地区の町名、朝霧台から。田上町側の橋詰には当時の金沢市長であった山出保の直筆の開通記念碑がある。この橋の開通により、金沢外環状道路山側環状から湯涌温泉へのアクセスが良くなった。また、付近には北陸大学があり、学生の通学路にもなっている。